# Tłuchowo
Tłuchowo is een dorp in het Poolse woiwodschap Koejavië-Pommeren, in het district Lipnowski. De plaats maakt deel uit van de gemeente Tłuchowo en telt 1159 inwoners.